# Малецький Віктор Федорович
Ві́ктор Фе́дорович Мале́цький — молодший сержант Збройних сил України.

## З життєпису
Брав участь у боях за Дебальцеве.
Станом на червень 2016 року очолює у місті Кропивницький громадську організацію «Ветерани АТО», проживає в Устинівці.

## Нагороди
За особистий внесок у зміцнення обороноздатності Української держави, мужність, самовідданість і високий професіоналізм, виявлені під час виконання військового обов'язку, та з нагоди Дня Збройних Сил України нагороджений орденом «За мужність» III ступеня (2.12.2016).